# گیلیوفکا
گیلیوفکا (به لاتین: Gilyovka) یک منطقهٔ مسکونی در روسیه است که در سرزمین آلتای واقع شده‌است.